# Raúl Guillén Saura
Raúl Guillén Saura (Cartagena (España), Región de Murcia, 27 de abril de 1989) es un entrenador de fútbol español que actualmente dirige al Unión Molinense CF de la Tercera Federación.

## Trayectoria
Comenzó su carrera como entrenador en la temporada 2018-2019, siendo entrenador del juvenil "A" del Real Murcia CF, al que dirigió en la División de Honor Juvenil.
En julio de 2019, firma como entrenador de la Escuela de Fútbol Torre Pacheco al que dirige en la Liga Nacional Juvenil, en el que trabaja durante dos temporadas.
En la temporada 2021-22, firma como entrenador del juvenil "A" del Universidad Católica de Murcia Club de Fútbol de Liga Nacional Juvenil, con el que lograría el título de liga y el ascenso a División de Honor Juvenil, tras terminar primero en la tabla con 106 puntos repartidos en 34 victorias y 4 empates. 
En la temporada siguiente, continuaría dirigiendo al equipo juvenil universitario en la División de Honor Juvenil, con el que lograría la permanencia en la categoría.
En la temporada 2023-24, firma como entrenador del Universidad Católica de Murcia Club de Fútbol "B" de la Tercera Federación, ocupando la segunda posición en la tabla del Grupo XIII con ocho victorias, tres empates y dos derrotas en trece jornadas.
El 15 de diciembre de 2023, tras la destitución de Víctor Cea, se hace cargo de manera provisional del Universidad Católica de Murcia Club de Fútbol de la Segunda División RFEF.
El 11 de enero de 2024, es nombrado de manera definitiva como entrenador del Universidad Católica de Murcia Club de Fútbol de la Segunda División RFEF hasta el final de la temporada, tras haber disputado dos jornadas al frente del equipo de forma interina.
El 14 de febrero de 2024, deja de ser primer entrenador del Universidad Católica de Murcia Club de Fútbol, siendo sustituido por Alberto Jiménez Monteagudo, pero continuaría en el club trabajando con la cantera.
El 17 de junio de 2024, firma por el Unión Molinense CF de la Tercera Federación.

## Trayectoria en los banquillos
| Club                                              | País   | Año             |
| ------------------------------------------------- | ------ | --------------- |
| Real Murcia CF (Juvenil "A")                      | España | 2018 - 2019     |
| EF Torre Pacheco (Juvenil)                        | España | 2019 - 2021     |
| UCAM Murcia CF (Juvenil "A")                      | España | 2021-2023       |
| Universidad Católica de Murcia Club de Fútbol "B" | España | 2023            |
| Universidad Católica de Murcia Club de Fútbol     | España | 2023-2024       |
| Unión Molinense CF                                | España | 2024-actualidad |